# Dicuil
Dicuilus (o la versión más vernácula del nombre Dicuil) era un monje y geógrafo irlandés, nacido durante la segunda mitad del siglo VIII, alrededor del año 760 y fallecido después de 825.

## Biografía
Las fechas exactas del nacimiento y muerte de Dicuil son desconocidas, pero se estima que nació alrededor del año 760 y se sabe que murió después del año 825. De su vida no se sabe nada, excepto que probablemente pertenecía a uno de los numerosos monasterios irlandeses del Reino Franco que se familiarizaron, por observación personal, con las cercanas islas de Inglaterra y Escocia. Específicamente, Dicuil casi seguramente paso tiempo en la abadía de la isla de Iona, en las islas Hébridas, donde entró en contacto con monjes que habían visitado todas las islas al norte de Gran Bretaña pero también entró en contacto con el abad Suibne moccu Fir Thrí que había visitado Tierra Santa en peregrinación y transmitió conocimiento de primera mano a Dicuil.
A partir de 814 y 816 Dicuil enseña en una de las escuelas de Luis el Piadoso, donde escribió un trabajo astronómico, y en 825 una obra geográfica.
La lectura de Dicuil era amplia; él cita o se refiere a treinta escritores griegos y latinos, entre ellos a los clásicos Homero, Hecateo, Heródoto, Tucídides, Virgilio, Plinio y el rey Juba, el clásico tardío Solino, el patrística San Isidoro y Orosio, y su contemporáneo el poeta irlandés Sedulio (que fue también su fuente directa de información las cuales cita frecuentemente en sus obras). En particular, él utiliza los estudios del mundo romano hechos por órdenes de Julio César, Augusto y Teodosio II. Sobre la base de similitudes de estilo, se piensa Dicuil puede ser la misma persona que Hibernicus exul.

## Computus astronómico
El trabajo astronómico es una especie de computus de cuatro libros, en prosa y verso, que se conservan solo en un manuscrito que perteneció antiguamente al monasterio de Saint-Amand en el norte de Francia, y ahora está en Valenciennes.
El libro 1 contiene material en calendarios, en 19 ciclos de años, y en la versificación. También contiene una relación de los dos métodos de cálculo de los números triangulares: el sumatorio de los números naturales, o por la multiplicación de dos números juntos consecutivos dividida por dos. El libro 2 contiene material de la distancia entre la tierra y los cielos, y entre los siete planetas; métodos para contar los meses lunares; la edad mensual de la luna; reglas para el cálculo de Pascua y Cuaresma; días intercalares (días adicionales) y se restan días; años solares y lunares; más en la versificación. El libro 3 contiene material sobre los ciclos de las estrellas; 19 ciclos de años; otros grandes ciclos del sol y la luna; el primer día del año natural (equinoccio de primavera en marzo). El libro 4 contiene material en días solares intercalados y lunares días sustraídos; y de la velocidad relativa de desplazamiento de la luna, el sol y las estrellas.

## De mensura Orbis terrae
Más conocido es el "De mensura Orbis terrae", un resumen de geografía, con información concisa sobre varias tierras y en la cual fue creada con propósitos didácticos. Este trabajo se basa en un "Mensuratio orbis", elaborado por orden del emperador Teodosio II (AD 435), una copia manuscrita de los cuales estaba poseído por la corte carolingia, en la cual Dicuil pasó tiempo como tutor de aristócratas. Godescalc ya había hecho uso de esta copia (781-783) para la composición de su célebre "Evangelistarium". Dicuil utiliza Plinio el Viejo, Cayo Julio Solino, Paulo Orosio, Isidoro de Sevilla, y otros autores, y añade los resultados de sus propias investigaciones.
En las nueve secciones él trata sucesivamente de Europa, Asia, África, Egipto y Etiopía, el área de la superficie de la Tierra, los cinco grandes ríos, ciertas islas, la longitud y la anchura del mar Tirreno y las seis montañas más altas.
Aunque principalmente es una compilación, este trabajo no carece de valor. Dicuil es nuestra única fuente de información detallada de las encuestas llevadas a cabo por orden de Teodosio II; sus citas, generalmente exactas, son de servicio para la crítica textual de los autores mencionados; de gran interés, también, son los pocos informes que ya habían recibido los viajeros de su época; como, por ejemplo, les sirvieron los monjes de Fidelis (AD 762?) para el viaje a lo largo del canal del entonces todavía inexistente, entre el río Nilo y el Mar Rojo; y de los clérigos que habían visitado las Islas Feroe y posiblemente habían vivido en Islandia durante seis meses durante el verano de 795: Entre sus afirmaciones al respecto son el día perpetuo a mediados del verano en "Tule", donde entonces "no hay oscuridad que impide que uno haga lo que uno haría"; con esto, Dicuil es el primer escritor en la historia en mencionar dichas islas, aunque una minoría de historiadores han especulado también que pudo haberse estado refiriendo a las islas Shetland. También describieron la navegación por el Mar del Norte de Islandia en su primera llegada, y se encontró un día sin hielo para navegar.

## Ediciones
El manuscrito geográfico se conoce gracias a Marcus Welser, Isaac Voss, Claudio Salmasius, Jean Hardouin, y Johann Daniel Schöpflin; fue impreso por primera vez con el título: "Dicuili Liber de mensura orbis terrae ex duobus codd. mss. bibliothecae imperialis nunc primum in lucem editus a Car. Athan. Walckenaer" (París, 1807).